# Гудериан, Хайнц Вильгельм
Хайнц Вильгельм Гудериа́н, устар. Гейнц Гуде́риан (нем. Heinz Wilhelm Guderian, [ɡuˈdeːrian]; 17 июня 1888, Кульм, Восточная Пруссия, королевство Пруссия, Германская империя — 14 мая 1954, Швангау, округ Швабия, Бавария, ФРГ) — немецкий военный и государственный деятель, военный теоретик, генерал-полковник (1940). Главный инспектор бронетанковых войск Вермахта (1943—1944), начальник Генерального штаба сухопутных войск (1944—1945). Автор книги «Воспоминания солдата».
Участник Первой и Второй мировой войны. Один из соавторов применения блицкрига в Польской и Французской кампаниях, а также в Операции «Барбаросса». Командующий 2-й танковой армии. Обладатель двух степеней Рыцарского креста Железного креста (1939, 1941). В 1945—1948 годах находился под арестом. С 1951 года был советником правительства Западной Германии.
Один из пионеров моторизованных способов ведения войны, родоначальник танкостроения в Германии и танкового рода войск в мире. Имел прозвища Schneller Heinz — «Быстрый Хайнц», Heinz Brausewind — «Хайнц-ураган». В немецкой и американской историографии считается одним из наиболее выдающихся военных стратегов во Второй мировой войне.

## Биография

### Происхождение, ранние годы
Родился в городке Кульме, на берегу Вислы, к югу от Данцига. В то время этот район входил в состав Пруссии. Его отец был первым кадровым офицером в роду Гудерианов, что впоследствии сказалось на выборе Хайнцем карьеры военного, и к моменту рождения сына  служил обер-лейтенантом во II Померанском егерском полку. Предки отца были мелкими помещиками-юнкерами, владевшими землями в прусской области Варта; мать — Клара Кирхгоф (Clara Kirchhoff) — происходила из семьи потомственных прусских юристов.
В 1890 году у Хайнца родился брат Фриц, вместе с которым после непродолжительного обучения в школе 1 апреля 1901 года они были приняты в кадетский корпус. 1 апреля 1903 года Хайнц переведён в кадетский корпус для старшего возраста под Берлин. В феврале 1907 года он сдаёт экзамены на аттестат зрелости. 
Свободно владел французским языком.

### Начало карьеры
После учёбы в кадетском корпусе начал военную службу в феврале 1907 года фенрихом в 10-м Ганноверском егерском батальоне, которым в то время командовал его отец. В 1907 году прошёл полугодичный курс в военном училище и 27 января 1908 года был произведён в лейтенанты. В 1912—1913 годах служил в 3-м телеграфном батальоне. С октября 1913 года до начала Первой мировой войны учился в военной академии в Берлине.

### Первая мировая война
После начала Первой мировой войны, с 3 августа 1914 года, назначен начальником 3-й тяжёлой радиостанции 5-й кавалерийской дивизии (17 сентября 1914 года награждён Железным крестом 2-го класса). С 4 октября 1914 года — начальник 14-й тяжёлой радиостанции 4-й армии.
С 17 мая 1915 года по 27 января 1916 года — вспомогательный офицер в шифровальной службе командования 4-й армии. 27 января 1916 года переведён в шифровальную службу командования 5-й армии. С 18 июля 1916 года — офицер связи в штабе 4-й армии. 8 ноября 1916 года награждён Железным крестом 1-го класса.
С 3 апреля 1917 года — начальник интендантского отдела (Ib) штаба 4-й пехотной дивизии. С 27 апреля 1917 года — интендантский офицер штаба 1-й армии. С мая 1917 года — начальник интендантского отдела штаба 52-й резервной дивизии. С июня 1917 года — квартирмейстер штаба Гвардейского корпуса, с июля 1917 года — начальник разведки (Ic) штаба Х резервного корпуса. 11 августа 1917 года переведён в штаб 4-й пехотной дивизии.
В сентябре-октябре 1917 года — командир 2-го батальона 14-го пехотного полка. С 24 октября 1917 года по 27 февраля 1918 года — начальник оперативного отдела штаба армейской группы «С». 27 февраля 1918 года переведён в Генштаб. С 23 мая 1918 года — квартирмейстер штаба XXXVIII резервного корпуса. С 20 сентября по 8 ноября 1918 года — начальник оперативного отдела штаба представителя германского командования на оккупированных итальянских территориях.
Помимо знаков Железного креста, награждён Рыцарским крестом 2-го класса Королевского вюртембергского ордена Фридриха с мечами и австрийской медалью за военные заслуги с мечами.

### Между мировыми войнами
После Первой мировой войны капитан Гудериан продолжил службу в Рейхсвере. С 30 мая по 24 августа 1919 года служил в штабе «Железной дивизии» в Латвии.
С 16 января 1920 года командир 3-й роты 10-го егерского батальона, с 16 мая 1920 года командир роты 20-го пехотного полка. С 8 сентября 1920 командир 3-го батальона 17-го пехотного полка. 16 января 1922 года переведён в 7-й автотранспортный батальон в Мюнхене.
С 1 апреля 1922 года служил в 6-й инспекции (автомобильного транспорта) Военного министерства. С 1 октября 1924 года инструктор унтер-офицерской школы 2-й пехотной дивизии в Штеттине. 1 октября 1927 переведён в Войсковое управление Военного министерства, с 1 октября 1928 года инструктор по тактике автотранспортного инструкторского штаба в Берлине.
С 1 февраля 1930 года командир 3-го автотранспортного батальона. С 1 октября 1931 года начальник штаба инспектора автотранспортных войск. Летом 1932 года приезжал в СССР с инспекцией в танковую школу «Кама» под Казанью вместе со своим начальником генералом Лутцем. Сам Гудериан в Казани никогда не учился.
С 1 июля 1934 года начальник штаба моторизованных войск, с 27 сентября 1935 — танковых войск. С 27 сентября 1935 года командир 2-й танковой дивизии, дислоцированной в Вюрцбурге.
В 1930-х годах Гудериан сыграл важную роль в разработке концепции танковых дивизий и доктрины механизированной наступательной войны, которая впоследствии стала известна как блицкриг. В 1937 году вышел труд «Внимание, танки! История создания танковых войск», где Гудериан детально описывает возникновение танковых войск и их применение.
4 февраля 1938 года назначен командующим танковыми войсками. 1 апреля 1938 года командование преобразовано в штаб XVI моторизованного корпуса, командиром которого назначен генерал-лейтенант Гудериан. С 24 ноября 1938 года командующий подвижными войсками. С 26 августа 1939 года командир XIX армейского корпуса.

### Вторая мировая война

#### Польша
Во время вторжения в Польшу командовал 19-м моторизованным корпусом и был награждён Железным крестом первой степени (13 сентября 1939 года), а затем и Рыцарским крестом (27 октября 1939 года). Во время польской кампании произошла встреча германских и советских войск в Бресте-над-Бугом, сопровождавшаяся совместным парадом ((на илл.)).

#### Франция
Во время вторжения во Францию 19-й корпус Гудериана (1-я, 2-я и 10-я танковые дивизии и моторизованный полк «Великая Германия») вошёл в танковую группу под командованием  Эвальда фон Клейста.
Гудериан широко применял тактику блицкрига, не всегда, однако, согласуя свои действия с директивами командования. Продвигая свои танки вперёд, производя опустошения далеко за ожидаемой линией фронта, блокируя коммуникации, захватывая в плен целые штабы (например, французские, которые наивно полагали, что германские войска всё ещё находятся на западном берегу реки Маас), он тем самым лишал французские части оперативного управления и командования.
Благодаря этому у него сложилась репутация своенравного и плохо управляемого командира. В разгар наступления, 16 мая 1940 года, командующий группой Эвальд фон Клейст временно отстранил Гудериана от командования корпусом за неподчинения приказам, однако этот инцидент был быстро улажен.
По итогам Французской кампании Гудериан 19 июля 1940 года был произведён в генерал-полковники.
С ноября 1940 года — командующий 2-й танковой группой.

#### Вторжение в СССР
2-я танковая группа в составе группы армий «Центр» начала Восточную кампанию охватом Бреста с севера и юга. В боях против Красной Армии летом 1941 года тактика блицкрига имела феноменальный успех. Действуя путём прорыва и охвата танковыми клиньями, немецкие войска стремительно продвигались вперёд: 28 июня пал Минск, 28 июля — взят Смоленск. Западный фронт Красной Армии потерпел поражение. 17 июля 1941 года Гудериан получил Дубовые листья к Рыцарскому кресту (на илл.).
В этот момент Гитлер решил поменять общий план кампании и, вместо продолжения стремительного наступления на Москву, отдал приказ развернуть танки Гудериана на юг — на Киев (другая ударная сила группы армий «Центр», 3-я танковая группа Гота, была передана группе «Север» для наступления на Ленинград). Выполняя приказ, войска Гудериана с 28 августа устремились на юг. Советские войска Брянского фронта пытались фланговым ударом разгромить 2-ю танковую группу в ходе Рославльско-Новозыбковской операции, создав угрозу, но Гудериан сумел частью сил остановить этот удар, продолжив выполнение основной задачи. 15 сентября части 2-й танковой группы соединились восточнее Киева с 1-й танковой армией группы армий «Юг» под командованием Клейста. В результате в «Киевском котле» оказался весь Юго-Западный фронт РККА.
В то же время из-за вывода ударных танковых частей с московского направления темп наступления на столицу СССР был потерян, что и стало в дальнейшем одной из причин срыва операции «Барбаросса» в целом, а по мнению Гудериана — основной причиной. После начала наступления на Москву 2-я танковая группа (переименованная с 6 октября 1941 года во 2-ю танковую армию) действовала на южном фланге, заняв Орёл (3 октября) и Мценск (11 октября). Однако Тулу взять не удалось. К концу ноября части Гудериана достигли Каширы, Зарайска и почти подошли к Рязани, после чего были отброшены назад советским контрнаступлением.
20 декабря 1941 года Гудериан, прилетев с фронта на самолёте в ставку фюрера, лично докладывал Гитлеру обстановку, указывая на необходимость отступления на рубежи, по которым линия фронта проходила ещё осенью, где имелись оборудованные для обороны позиции. Понимания он не встретил и получил приказ Гитлера не отступать. Вернувшись 21 декабря на фронт, Гудериан обнаружил, что отступление немецких войск уже происходит и остановить его в имеющихся условиях невозможно. Вскоре после этого, из-за разногласий с назначенным командующим группой армий «Центр» фельдмаршалом фон Клюге, который постоянно пытался воспротивиться продвижению карьеры Гудериана, и из-за отвода своих танков с опасной позиции вопреки приказу (что привело к большим потерям в танках), Гудериан 26 декабря 1941 года был отстранён Гитлером от командования 2-й танковой армией и отправлен в резерв Главного командования, а 16 января 1942 года назначен в отдел пополнения штаба 3-го армейского корпуса (в Берлине).
20 февраля 1943 года (после Сталинграда) Гудериан был вызван в ставку фюрера в Виннице и после беседы с Гитлером назначен на должность главного инспектора бронетанковых войск, ответственным за модернизацию бронетанковых частей. Он быстро установил хорошие отношения с Альбертом Шпеером, министром вооружений и снабжения, и обоюдными усилиями они резко увеличили количество выпускаемых танков. Много изменений было внесено в конструкции танков лично Гудерианом, который часто посещал с инспекциями заводы, стрельбища и испытательные полигоны.
3 мая 1943 года, в разгар совещания по рассмотрению плана операции «Цитадель», Гудериан вызвал фон Клюге на дуэль. Горячность Гудериана подпитывала обида на фельдмаршала за то, что он был причастен к отстранению Гудериана от командования в 1941 году. Предполагаемая дуэль не привела к решительным последствиям. В своей книге «Воспоминания солдата» Гудериан утверждает, что дуэль была инициирована фельдмаршалом фон Клюге, однако так и не состоялась ввиду протеста Гитлера;  Гудериан отправил фельдмаршалу письмо, в котором выражал своё сожаление по поводу разногласий, бывших между ними с 1941 года.
После неудавшегося покушения на Гитлера в июле 1944 года Гудериан стал начальником Генерального штаба сухопутных войск. 28 марта 1945 года, после очередного спора с Гитлером, вызванного вмешательством последнего в управление танковыми боевыми частями, Гудериан был снят с должности и отправлен в отпуск.

### После войны
10 мая 1945 года был взят в плен американскими войсками в Тироле. Был доставлен в Нюрнберг, но выступал в трибунале лишь как свидетель. Советская сторона хотела предъявить ему обвинения в военных преступлениях, но союзники с этим не согласились. Одним из обвинений были расстрелы пленных красноармейцев, захваченных передовыми моторизованными частями во время глубоких прорывов обороны в 1941 году. Прямых приказов Гудериана о расстрелах не обнаружили, но обвинение мотивировали тем, что он не мог не знать о них и, соответственно, не препятствовал. Гудериан не стал отрицать свою осведомлённость о таких случаях и объяснял их местью солдат за расстрелы немецких танкистов, случавшиеся в Красной Армии — их путали с войсками SS из-за чёрной формы и отличительной эмблемы германских танковых войск (череп со скрещёнными костями, т. н. «мёртвая голова»). В 1946 году был помещён в тюрьму в Аллендорфе, а затем в Нойштадте. В июне 1948 года был выпущен на свободу.
В 1950-х годах был военным советником при восстановлении вооружённых сил в Западной Германии.
В 1951 году издал книгу мемуаров «Воспоминания солдата».
Умер 14 мая 1954 года в возрасте 65 лет от заболевания печени, диагностированного в 1951 году, в местечке Швангау, недалеко от Фюссена (южная Бавария), похоронен в Госларе на Старом кладбище на Хильдесхаймер-штрассе.

## Семья
Жена (с 1913 г.) — Маргарет Герне (1893–1972)
Сыновья, участники Второй Мировой войны:
- Гейнц Гюнтер Фриц Эрнст Гудериан (1914–2004).
- Курт Бернхард Георг Гудериан (1918–1984). После Второй Мировой войны вместе с женой уехал в США[17].

Шестеро внуков: пятеро — дети старшего сына, один — младшего.  
Сын Курта Гудериана — Клаус Гудериан (род. 1960), окончил академию Вест-Пойнта, служил в армии США, участвовал в операции «Буря в пустыне», был бригадным генералом. В 2005 году он вышел в отставку, живет на Аляске в городе Холи-Кросс. У Клауса Гудериана восемь детей — правнуков Хайнца Вильгельма Гудериана: близнецы Чарльз и Хайнц Гудериан II (род. 1988), близнецы Мария и Элизабет (род. 1991),  Томас (род. 1994), Даниэль (род. 1995), Ирвинг (род. 1997), Рут (род. 1999).

## Карьера
- фендрик — 28.2.1907
- лейтенант — 27.1.1908
- обер-лейтенант — 8.11.1914
- капитан — 18.12.1915
- майор — 1.2.1927
- подполковник — 1.2.1931
- полковник — 1.10.1933
- генерал-майор — 1.8.1936
- генерал-лейтенант — 10.2.1938
- генерал танковых войск — 23.11.1938
- генерал-полковник — 19.7.1940

## Награды
- Железный крест 2-го класса (17 сентября 1914) (Королевство Пруссия)
- Орден Фридриха рыцарский крест 2-го класса с мечами (15 декабря 1915) (Королевство Вюртемберг)
- Железный крест 1-го класса (8 ноября 1916)
- Почётный крест Первой мировой войны 1914/1918 с мечами (1934)
- Орден Саксен-Эрнестинского дома, командорский крест 2-го класса с мечами (1 июля 1935)
- Медаль «За выслугу лет в вермахте» 4-го, 3-го, 2-го и 1-го класса (25 лет)
- Памятная военная медаль с мечами (14 января 1937) (Королевство Венгрия)
- Памятная военная медаль с мечами (9 марта 1937) (Австрия)
- Медаль «В память 13 марта 1938 года»
- Медаль «В память 1 октября 1938 года» с пряжкой «Пражский замок»
- Пряжка к Железному кресту 2-го класса (5 сентября 1939)
- Пряжка к Железному кресту 1-го класса (13 сентября 1939)
- Орден Святого Саввы 1-го класса (21 ноября 1939) (Королевство Югославия)
- Нагрудный знак «За танковую атаку» в серебре
- Рыцарский крест Железного креста с Дубовыми Листьями
  - Рыцарский Крест (27 октября 1939)
  - Дубовые Листья (№ 24) (17 июля 1941)
- 5 раз упоминался в Вермахтберихт (6 августа 1941, 7 августа 1941, 21 сентября 1941, 18 октября 1941, 19 октября 1941)

## Литературные труды
- Guderian Н. «Achtung — Panzer! Die Entwicklung der Panzerwaffe, ihre Kampftaktik und ihre operativen Möglichkeiten», Stuttgart, 1937. (1-е изд.); «Achtung-Panzer!: The Development of Armoured Forces, their Tactics and Operational Potential». / Translated Christopher Duffy, introduction and Notes by Paul Harris. — London: Arms & Armour Press. 1992. —220 p.; «Внимание, танки! История создания танковых войск» (русский перевод: с англ. О. Ю. Мыльниковой — М.: Центрполиграф, 2005. — 366 с.)
- «Воспоминания солдата» (русский перевод: М.: Воениздат, 1954)
- «Panzer — Marsch!» Munchen — 1956; русский перевод: «Танки — вперёд!» М.: Воениздат, 1957. (В книге излагается история немецких бронетанковых войск и опыт их использования во второй мировой войне).
- Танки — вперёд! — Нижний Новгород: «Времена», 1996. — 304 с. — ISBN 5-7628-0097-0
- Воспоминания немецкого генерала. (Танковые войска Германии во Второй мировой войне). — М.: Центрполиграф, 2010. — ISBN 978-5-9524-4322-8
- Воспоминание солдата. — М.: Алгоритм, 2013. — 592 с. — ISBN 978-5-4438-0285-5; М.: Алгоритм, 2014. — 591 с. — ISBN 978-5-4438-0790-4

## Галерея
- Майор Гудериан во время службы в Рейхсвере
- Гудериан общается с Георге Розиным
- Гудериан общается с Вальтером Моделем на фронте